# القدرة الداخلية
القدرة الداخلية هي ظاهرةٌ يستوعب فيها الأفراد ذوو الإعاقة ويُطبِّقون معتقداتٍ سلبية وقيمًا مُتحيزة حول الإعاقة، وهي منتشرةٌ في المجتمع. وتعتبرالقدرة الداخلية شكلًا من أشكال التمييز ضد الذات والآخرين ذوي الإعاقة، متجذِّرًا في الاعتقاد بأن الإعاقة مصدرٌ للعار، ويجب إخفاؤها، أو تُبرِّر رفض الدعم أو إمكانية الوصول. قد ينشأ هذا الصراع الداخلي من التعرض المستمر لمواقف اجتماعية سلبية ونقص الدعم الكافي لاحتياجات ذوي الإعاقة، مما يُسهم في دورةٍ من رفض هويتهم للتوافق مع "المعايير" المُتَأصِّلة ضد ذوي الإعاقة. لا تقتصر القدرة الداخلية على مجرد الجهل بالإعاقة، مما يؤدي إلى مواقف سلبية تجاههم؛ بل يشمل أيضًا مُثُلًا مثاليةً غير واقعية ومعتقداتٍ راسخة حول الأجساد، تُعزز فكرة أن الإعاقة سلبيةٌ بطبيعتها أو غير مرغوب فيها.

## تاريخ
يعود مفهوم التمييز المُستبطن ضد ذوي الإعاقة إلى جذور تاريخية تعود إلى هياكل مجتمعية تُعطي الأولوية لمعايير ذوي الإعاقة، وغالبًا ما تُهمّش أو تُصمّ من لا يلتزم بها. ومع تنامي الوعي المجتمعي بحقوق ذوي الإعاقة، لا سيما منذ صعود حركة حقوق ذوي الإعاقة في سبعينيات القرن الماضي، ازداد الاعتراف بالتمييز المُستبطن ضد ذوي الإعاقة كعائق كبير أمام رفاهية الأفراد ذوي الإعاقة وتقديرهم لذاتهم. وقد استُرشد البحث في التمييز المُستبطن ضد ذوي الإعاقة بنظريات أوسع في علم النفس والعدالة الاجتماعية، والتي تُؤكّد على تقبّل الفئات المهمّشة للقيم المجتمعية.

## الأصول
تبدأ القدرة الداخلية في وقت مبكر، حيث غالبًا ما تصور التصورات المجتمعية إنجاب طفل معاق على أنه مأساة. في إحدى الدراسات، أبلغ المشاركون عن لقاءات أكد فيها الأطباء على الإعاقة على الإمكانات، مما ساهم في الشعور بالضعف والاستبعاد. وعلى الرغم من جهود الوالدين لمواجهة الصور النمطية، استمرت التوقعات غير الكافية، مما أعاق نمو الأطفال ذوي الإعاقة. تفاقمت التحيزات المتقاطعة من هذه التجارب، مع عوامل مثل الجنس والوضع الاجتماعي التي أدت إلى تفاقم مشاعر الاختلاف. استمر خطاب المأساة الشامل في تشكيل شعور المشاركين بذاتهم طوال فترة المراهقة والبلوغ، حيث حدد البعض صراحةً القدرة الداخلية على أنها عائق كبير أمام رفاهيتهم.

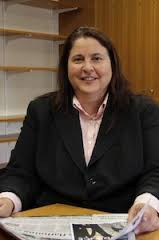
فيونا كوماري كامبل، باحثة ومنظرة في دراسات الإعاقة.

## إطار كامبل
تُحدد فيونا ك. كامبل عنصرين من عناصر التعصب الداخلي للأشخاص ذوي الإعاقة: النأي بالنفس عن مجتمع ذوي الإعاقة، ومحاكاة الأعراف المُتحيزة ضدهم. قد تُعيق هذه "أساليب التشتيت" تكوين هوية مشتركة بين الأفراد ذوي الإعاقة، مما يُضعف ما كان يُمكن أن يُوفر شعورًا بالوحدة، ويُعزز مشاعر العزلة. غالبًا ما يُمثل التعصب الداخلي، أو "التجاوز"، آلية بقاء للأشخاص ذوي الإعاقة، ولكنه قد يؤدي إلى إنكار الهوية الحقيقية للفرد، ويُعزز ترسيخ المواقف المُتحيزة ضدهم. يُشدد عمل كامبل على الضرر الذي قد ينشأ عندما تُجبر أقلية على تبني هوية لا تتوافق معها أو مع قيمها الداخلية. تُشارك سارة أحمد، كاتبة أخرى، مشاعر كامبل، حيث كتبت أن أي شخص لا يتوافق مع معيار مجتمعي، سواءً بسبب العرق أو الإعاقة أو الجنس، يُجبر على التكيف مع الثقافة السائدة أو الدفاع عن نفسه ضد النقد من خلال تبني سمات تُعتبر أكثر "طبيعية".

## كشكل من أشكال القمع
إن القدرة الداخلية هي شكل من أشكال القمع الداخلي. نشأت استجابة للقمع الخارجي، حيث قد يطور الأفراد مشاعر سلبية تجاه أنفسهم والآخرين في مجموعتهم، وغالبًا ما ينسبون اللوم إلى أنفسهم. تقليديًا، يتم تأطير القمع الداخلي كقضية نفسية ثابتة بدلاً من قضية ديناميكية مستمدة من العواقب النظامية لأجيال من التهميش. يحدث القمع الداخلي عندما يقلل الأفراد في المجموعات المهمشة من قيمة أنفسهم، مما يؤدي إلى إدامة هذه العقلية عبر الأجيال والتنشئة الاجتماعية. يؤدي القمع الداخلي بدوره إلى الاستبعاد الطبيعي، وهو قبول أو تطبيع الممارسات أو السياسات أو السلوكيات التي تستبعد أو تهمش بشكل منهجي أفرادًا أو مجموعات معينة داخل المجتمع. على الرغم من أن القمع الداخلي ليس واعيًا دائمًا، إلا أنه يمكن أن يؤثر بعمق على كيفية رؤية الناس لأنفسهم وللآخرين داخل مجموعتهم. يمكن أن يؤدي هذا إلى صراعات داخلية داخل المجموعة وإدامة الاعتداءات الدقيقة، وهي أشكال خفية من التمييز.

## أمثلة
تتجلى القدرة الداخلية بطرق مختلفة بين الأفراد ذوي الإعاقة، مما يؤثر بشكل كبير على صحتهم العقلية والاجتماعية. قد يتبنى الأفراد ذوو الإعاقة دون وعي معايير القدرة التي تقلل من قيمة إعاقتهم وأنفسهم، مما يؤدي إلى التقليل من قيمة الذات حيث ينظرون إلى أنفسهم والآخرين ذوي الإعاقة بشكل سلبي. الانسحاب الاجتماعي هو مظهر آخر، حيث قد يعزل الأفراد أنفسهم عن المجتمع بسبب مشاعر عدم الكفاءة أو الخوف من التمييز، مما يقلل من تفاعلاتهم وشبكات الدعم التي تعد ضرورية لرفاهيتهم. بالإضافة إلى ذلك، قد يعوض بعض الأفراد عن ذلك عن طريق دفع أنفسهم للتغلب على إعاقاتهم أو إخفائها، مما قد يؤدي إلى الإرهاق والاحتراق والأذى الجسدي. غالبًا ما يكون هناك أيضًا رفض لهوية الإعاقة، حيث يتجنب الأفراد الارتباط بأشخاص آخرين من ذوي الإعاقة وينأون بأنفسهم عن هوية إعاقتهم حتى لا يتم التعرف عليهم بالإعاقة.

## التأثير
صحة

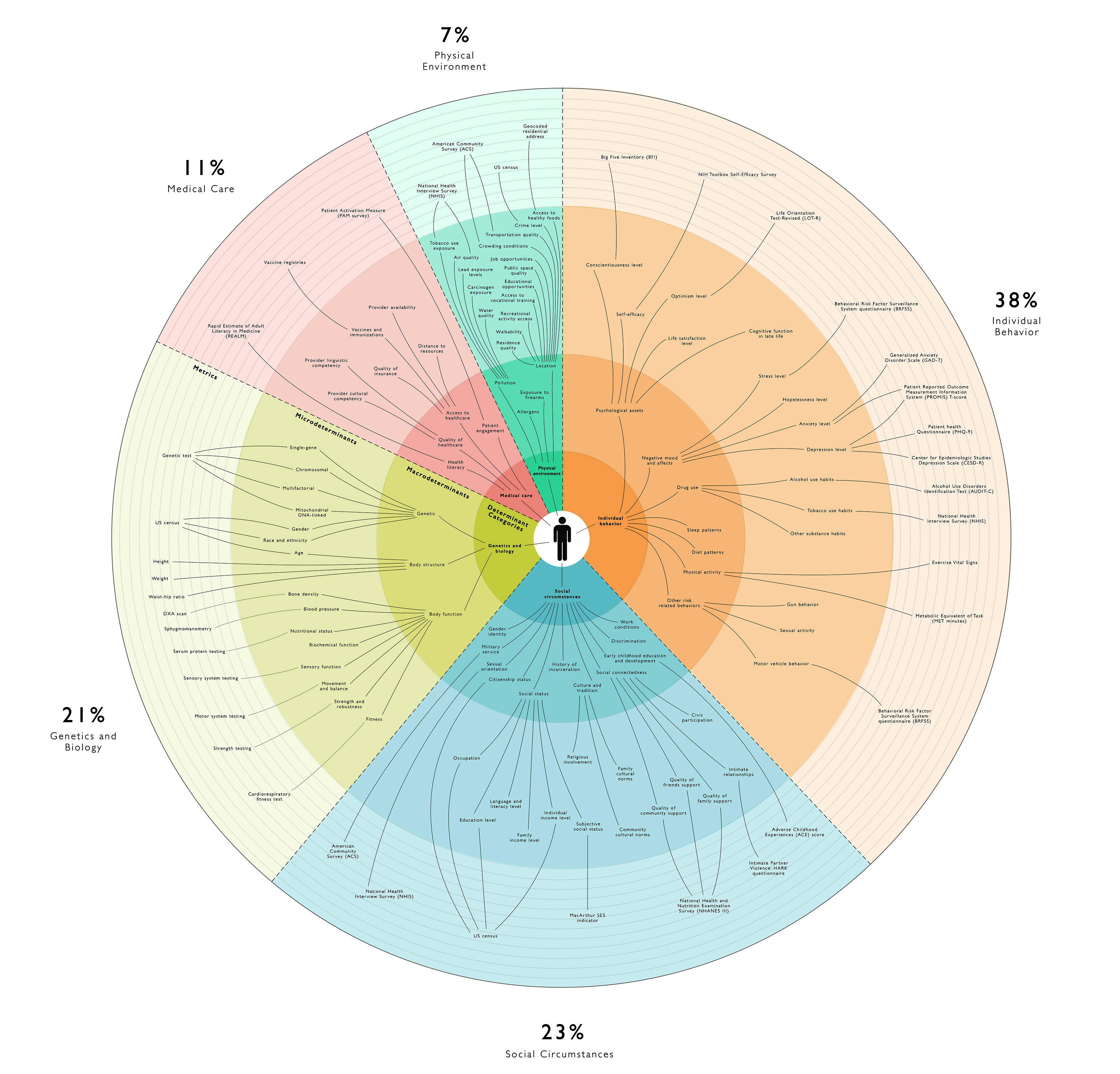
المحددات الاجتماعية للصحة.

يمكن أن يكون للقدرة الداخلية آثار على الصحة العقلية والجسدية للأفراد. يمكن أن تؤدي إلى لوم الذات وانخفاض احترام الذات والقلق والاكتئاب والعزلة الاجتماعية. قد يساهم القمع الداخلي في نتائج سلبية على الصحة العقلية مثل القلق والاكتئاب والشعور بالنقص. في نموذج إجهاد الأقلية الذي بناه إيلان ماير، عانى الأفراد ذوو الهويات المتقاطعة الذين يواجهون القمع من ضغوط متزايدة من إدارة كل من الوصمة الخارجية والشعور الداخلي بالنقص والرفض، مما أثر سلبًا على صحتهم العقلية. أظهرت الأبحاث أن الوصمة الداخلية في المرض العقلي مرتبطة بانخفاض مستويات الأمل واحترام الذات والدعم الاجتماعي وشدة الأعراض الأعلى. وبالمثل، وجدت الأبحاث أن الأفراد ذوي الإعاقة يواجهون القمع في الاستشارة، ويعانون من التحيزات والقوالب النمطية ونقص الفهم من المستشارين، وكل ذلك يعيق إدراكهم لذاتهم. قد يشعر الأشخاص ذوو الإعاقة بضغطٍ يدفعهم للاستقلالية أو الالتزام بالمعايير المجتمعية للعيش الطبيعي، مما يفاقم الوصمة والتحديات التي يواجهونها. ويزيد تصنيف المؤسسة الطبية للإعاقة على أنها مرضية من ترسيخ هذه المشكلات، حيث يعزز نموذج علم الأمراض فكرة أن الأفراد ذوي الإعاقة يجب أن يطمحوا إلى معايير سليمة. كما تُشكل المحددات الاجتماعية للصحة وديناميكيات القوة تجارب وهويات الشباب ذوي الإعاقة، حيث يتعزز الشعور بالعار الخارجي ويُستوعب داخليًا.
بالإضافة إلى ذلك، يُعد العار جانبًا مهمًا من جوانب القدرة الداخلية، ويؤثر على صحة ورفاهية الأفراد ذوي الإعاقة. ينشأ هذا الشعور بالعار من مشاعر الاغتراب والهزيمة، مما يؤثر على السلوك والتفاعلات مع العالم. يرتبط العار ارتباطًا وثيقًا بالقلق وأعراض الاكتئاب، التي تسببها تصورات المعاملة الرديئة أو التهديدات لسلامة الهوية. "هوية العار الأساسية"، التي تتميز بالخوف الشامل من التعرض على أنه ناقص ومعيب، تعمل على إدامة مشاعر عدم الجدارة والانفصال. يمكن أن يؤدي هذا العار الداخلي داخل الشخصية إلى تفاقم الاكتئاب والانسحاب الاجتماعي. يتطلب التغلب على العار الداخلي القبول والدعم من الآخرين. يمكن أن يؤدي قبول الأقران والمشاركة المفتوحة للمشاعر ورعاية العلاقات إلى تخفيف العار، وتعزيز الرفاهية العاطفية والتمكين داخل مجتمع ذوي الإعاقة. تتضمن الاستراتيجيات المستخدمة للتغلب على العار الداخلي المرتبط بالإعاقة المشاركة في مجموعات دعم الأقران، والسعي إلى العلاج، والانخراط في التعليم والدعوة، وممارسة الرعاية الذاتية، وتعلم مهارات التأكيد على الذات، وتعزيز العلاقات الداعمة، والسعي إلى الحصول على الإرشاد من الأقران.
اجتماعي
يساهم التركيز الذي توليه الثقافة السائدة على القدرة و"الوضع الطبيعي" في ترسيخ التمييز ضد ذوي الإعاقة، إذ يضع معايير غير واقعية تؤثر على كل من ذوي الإعاقة والأصحاء. غالبًا ما يُهمّش ذوو الإعاقة الذين يحتاجون إلى رعاية أو تسهيلات، مما يعكس استخفافًا مجتمعيًا باحتياجاتهم وإنسانيتهم. تتضمن مقاومة التمييز ضد ذوي الإعاقة الاعتراف بالقيمة الجوهرية للأفراد ذوي الإعاقة وتأكيدها، وتعزيز التضامن، والدعوة إلى تغييرات منهجية تؤكد على الإعاقة كجانب من جوانب التنوع البشري. من أمثلة مقاومة التمييز ضد ذوي الإعاقة تقبّل هوية الإعاقة، وتحدي الصور النمطية من خلال النشاط والتثقيف، والدعوة إلى إمكانية الوصول والتسهيلات، والمشاركة في مجتمعات داعمة، وتعزيز الحوار حول لغة وسلوكيات التمييز ضد ذوي الإعاقة. تتضمن هذه المقاومة أفعالًا فردية، مثل الرعاية الذاتية والدفاع عن النفس، وجهودًا جماعية لتعزيز المساواة والشمول للأفراد ذوي الإعاقة. بالإضافة إلى ذلك، تعمل المؤسسات بشكل منهجي على معالجة الإعاقة الداخلية من خلال اتخاذ إجراءات مثل تعزيز إمكانية الوصول إلى الأماكن العامة، وتنفيذ ممارسات التوظيف الشاملة، ودعم التشريعات التي تحمي حقوق الأفراد ذوي الإعاقة.

## التضامن العاطفي
يُبرز مفهوم "التضامن العاطفي" الإمكانات التحويلية الناشئة عن التنافر بين تصور الفرد لذاته وأحكام المجتمع. هذا التنافر، الذي يشمل مشاعر كالغضب والعار، يُمكن أن يُثير الرغبة في العدالة والتحول. على الرغم من التحديات، بما في ذلك محدودية فرص الهوية الجماعية بين الأفراد ذوي الإعاقة، فإن التضامن داخل المجتمعات المهمشة، كما هو مُبين، يُمثل قوة فعّالة في تحدي القمع المُتأصل. يُؤكد مصطلح "عدالة الإعاقة"، المُشتق من "جماعة عدالة الإعاقة"، على هذا الإطار التقاطعي الذي يُعطي الأولوية لاحتياجات الفئات المهمشة داخل حركة حقوق الإعاقة. يُدرك هذا النهج أهمية شبكات الرعاية والتضامن بين الأفراد ذوي الإعاقة والمرضى، حيث تُمثل ملاذًا للشفاء من القمع المُتأصل والتمييز ضد ذوي الإعاقة. يُعد كل من التمكين الفردي والتغيير النظامي أمرًا بالغ الأهمية لمكافحة التمييز ضد ذوي الإعاقة المُتأصل.

## التغلب على
تعتمد مقاومة التمييز ضد ذوي الإعاقة على الوصول إلى مساحات أكثر أمانًا، تتسم بالتضامن والدعم. تُعتبر هذه المساحات، التي غالبًا ما تكون متغيرة بطبيعتها، "أكثر أمانًا" بدلًا من "آمنة"، إذ قد تصبح غير آمنة بسرعة نتيجة عوامل مختلفة، مثل صعوبات الوصول، والتمييز ضد ذوي الإعاقة، والاعتداءات الصغيرة، أو العنف. في إحدى الدراسات، أعرب المشاركون عن ارتياحهم لتخليهم عن حواجزهم الدفاعية في حالات نادرة، مسلطين الضوء على اليقظة الدائمة اللازمة للتعامل مع مواجهات التمييز ضد ذوي الإعاقة.
يلعب دعم الأسرة دورًا محوريًا في مقاومة التمييز ضد ذوي الإعاقة، حيث يحظى البعض بالتمكين والدعم من الأقارب. ومع ذلك، لا تقدم جميع الأسر هذا الدعم، كما يتضح في حالات الاستخفاف والعدوان ضد ذوي الإعاقة. وتتجاوز أهمية البيئات الداعمة حدود الأسرة، كما يتضح من التجارب الإيجابية في المخيمات الصيفية للأفراد ذوي الإعاقة.
إن الوصول إلى الأماكن التي يشعر فيها الأفراد ذوو الإعاقة بالترحيب والفهم والدعم أمر بالغ الأهمية لتعزيز التضامن ومقاومة الإعاقة الداخلية. يساهم دعم الأقران والتجارب المشتركة في الشعور بالانتماء والتمكين، مما يؤدي في النهاية إلى مواجهة الإعاقة الداخلية وتسهيل الشفاء.

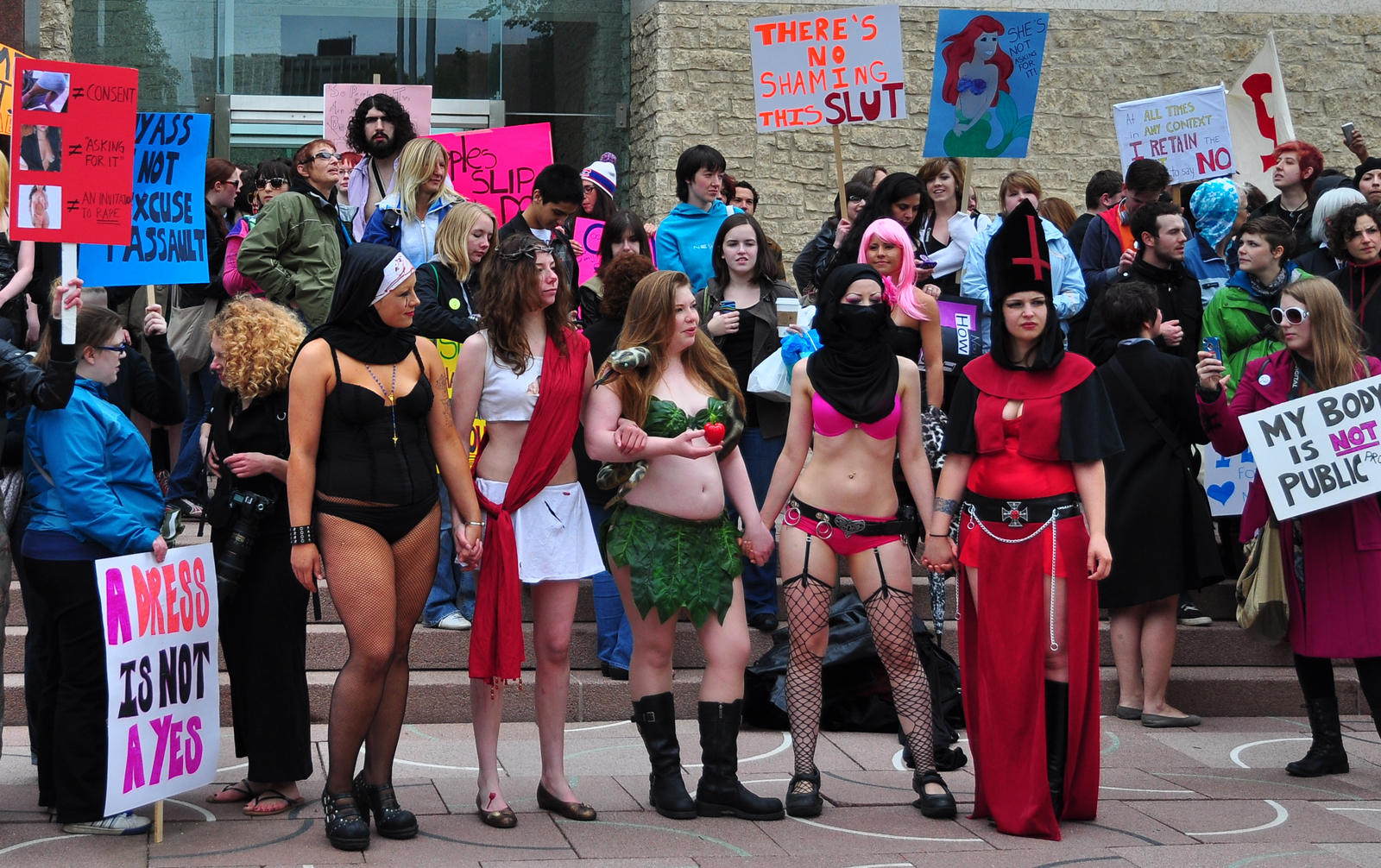
احتجاج ضد إلقاء اللوم على الضحية في ألبرتا، كندا.

## النقد والجدل
يتساءل بعض النقاد عن التبسيط المفرط للمفهوم للعلاقة بين التجارب الفردية والهياكل المجتمعية. قد تتجاهل فكرة أن الإعاقة الداخلية تنسب فقط إلى المشاعر والمعتقدات السلبية عوامل خارجية مثل التمييز والحواجز النظامية. بالإضافة إلى ذلك، هناك نقاش حول ما إذا كانت الإعاقة الداخلية تمثل بشكل كافٍ تنوع تجارب الأشخاص ذوي الإعاقة والمنظورات الثقافية. يثير النقاد أيضًا مخاوف بشأن فعالية معالجة الإعاقة الداخلية من خلال مناهج تركز على الفرد. يقترحون أن الجهود يجب أن تستهدف أيضًا عدم المساواة النظامية وتعزز الإدماج الاجتماعي بدلاً من التركيز فقط على تغيير المواقف الفردية. علاوة على ذلك، هناك قلق من أن التدخلات قد تعزز عن غير قصد الصور النمطية أو توصم بعض تجارب الإعاقة. علاوة على ذلك، هناك نقاش حول العواقب غير المقصودة، مثل إلقاء اللوم المحتمل على الضحية وتجاهل التقاطعات بين الإعاقة وأشكال أخرى من القمع مثل العنصرية أو التمييز على أساس الجنس.